# Anatolij Norow
Anatolij Mychajłowycz Norow, ukr. Анатолій Михайлович Норов, ros. Анатолий Михайлович Норов, Anatolij Michajłowicz Norow (ur. 8 kwietnia 1937 w Mikołajowie, zm. 26 sierpnia 2018) – ukraiński piłkarz, grający na pozycji obrońcy lub pomocnika, trener piłkarski.

## Kariera piłkarska
Wychowanek klubu Awanhard Mikołajów. W 1958 rozpoczął karierę piłkarską w wojskowym klubie SKWO Odessa, gdzie został powołany do wojska. W 1960 po zwolnieniu z wojska zasilił skład Sudnobudiwnyka Mikołajów. Latem 1962 został zaproszony do pierwszoligowego Awanharda Charków, ale na początku 1963 powrócił do Sudnobudiwnyka Mikołajów. W wielu meczach był kapitanem drużyny. W 1969 zakończył karierę piłkarza.

## Kariera trenerska
Po zakończeniu kariery piłkarskiej rozpoczął pracę szkoleniowca. Od 1971 do 1979 pracował w sztabie szkoleniowym, a od 1975 do 1976 prowadził Sudnobudiwnyk Mikołajów. Potem pracował z dziećmi w Szkole Sportowej w Mikołajowie na stanowisku dyrektora. W 1987 ponownie pomagał trenować mikołajowski klub. Również pracował jako inspektor meczów piłkarskich w Federacji Futbolu Ukrainy

## Sukcesy i odznaczenia

### Sukcesy piłkarskie
Sudnobudiwnyk Mikołajów
- wicemistrz Ukraińskiej SRR: 1960
- brązowy medalista Ukraińskiej SRR: 1959
- mistrz podgrupy II Drugiej Grupy ZSRR: 1968
- półfinalista Pucharu ZSRR: 1969

### Sukcesy indywidualne
- wybrany do listy 33 najlepszych piłkarzy Ukraińskiej SRR: 1960, 1961

### Odznaczenia
- tytuł Mistrza Sportu ZSRR: 1964